# Girolamo Ridolfi
Girolamo Ridolfi (Cividale  ?, ... – ...; fl. 1551-1579) è stato un pittore e intagliatore italiano attivo nel Friuli.

## Biografia
Le notizie sull'artista sono molto scarne: sappiamo che era figlio di un modesto artigiano ed è possibile desumere che sia stato allievo di Pompoino Amalteo. iil fatto che il canonico di Cividale Paolo de' Ricamatori, fratello del famoso pittore Giovanni da Udinel, già defunto, lo abbia nominato suo erede universale fa supporre che qualche disegno di Giovanni possa essere divenuto a sua disposizione.
Delle opere ne sono giunte a noi soltanto due anche se abbiamo notizia che ne eseguì almeno altre quattro. La prima è la mediocre tavola di San Giovanni Battista tra due vescovi realizzato nel 1551, firmata e datata, per la chiesa di San Giovanni a Cormòns (oggi conservata nella casa canonica. Dai documenti risulta che realizzò altre opere, lavori ora scomparsi, per le chiese di Versa (1551), di Clastra (1555), per quella di Santa Caterina a Venzone (1557), diversi lavori non identificati e alcuni affreschi per il monastero della Cella a Cividale tra il 1551 ed il 1558, per il duomo di Gemona, per la chiesa di San Giovanni Battista di Ipplis (1572).
Se come pittore non pare particolarmente valido rimane invece interessante la sua opera come intagliatore a giudicare dall'altare nella chiesa di San Giorgio a Brazzano di Cormons. La struttura esemplata forse du un disegno dell'Amalteo appare organizzata con un gusto tardo-rinascimentale rispetto alle produzioni friulane precedenti che perpetuavano le strutture tardo-gotiche inquadrate in elementi rinascimentali. Qui le colonne tutto tondo decorate con motivi fitomorfi invece delle usuali lesene ornate da girali conferiscono una certa maestosità all'altare. Di difficile valutazione sono le sculture inserite nelle nicchie stravolte dal restauro del 1881, sebbene appaiano piuttosto aggiornate nelle posture tipiche della pittura del Pordenone e dell'Amalteo.